# يواكيم نيلسون (منافس ألعاب قوى)
يواكيم نيلسون (بالسويدية: Joakim Nilsson)‏ هو منافس ألعاب قوى سويدي، ولد في 30 مارس 1971.

## وصلات خارجية
- يواكيم نيلسون على موقع الاتحاد الدولي لألعاب القوى (الإنجليزية)